# La Chenille (Alice au pays des merveilles)
Pour les articles homonymes, voir La Chenille.
 (avril 2013).
La Chenille (en anglais : The Caterpillar) est un personnage de fiction émanant du récit de Lewis Carroll Les Aventures d'Alice au pays des merveilles, en 1865.
Il prend le nom d’Absolem dans la version d’Alice au pays des merveilles de 2010 de Tim Burton. Absolem est un prénom d'origine hébraïque, dérivé d'Absalom, signifiant le « père » ou « chef de la paix », ce qui correspond à l’attitude flegmatique du ver à soie.

## Apparitions dans Alice
La Chenille est introduite dans le récit à la fin du chapitre IV, « L’habitation du lapin blanc » : « Elle se dressa sur la pointe des pieds, et, glissant les yeux par-dessus le bord du champignon, ses regards rencontrèrent ceux d’une grosse chenille bleue assise au sommet, les bras croisés, fumant tranquillement une longue pipe turque sans faire la moindre attention à elle ni à quoi que ce fût. » (trad. Henri Bué). Elle apparaît également tout au long du chapitre V, lui-même intitulé « Conseils d'une chenille ».

## Caractéristiques

### Dans la version originale de Lewis Carroll
Dans la version originale du conte de Lewis Carroll, la Chenille est caractérisée par une voix « traînante et léthargique » (a languid, sleepy voice), et, chose étrange, alors que tout le pays des merveilles semble animé d’une hystérie ambiante, lorsque le ver à soie annonce à Alice qu’il a « quelque chose d’important à lui communiquer », il s’agit du conseil suivant : « gardez votre sang-froid » (Keep your temper). Et c’est là le premier personnage qui conseille à Alice de se calmer. Malgré une certaine froideur et dédain, la Chenille s’exprime très peu et ne donne aucune directive à Alice. Elle lui laissera même le choix de sa taille, de manière énigmatique : « l’un des côtés vous fera grandir, l’autre vous fera rapetisser ».

### Dans le dessin animé de Disney (1951)

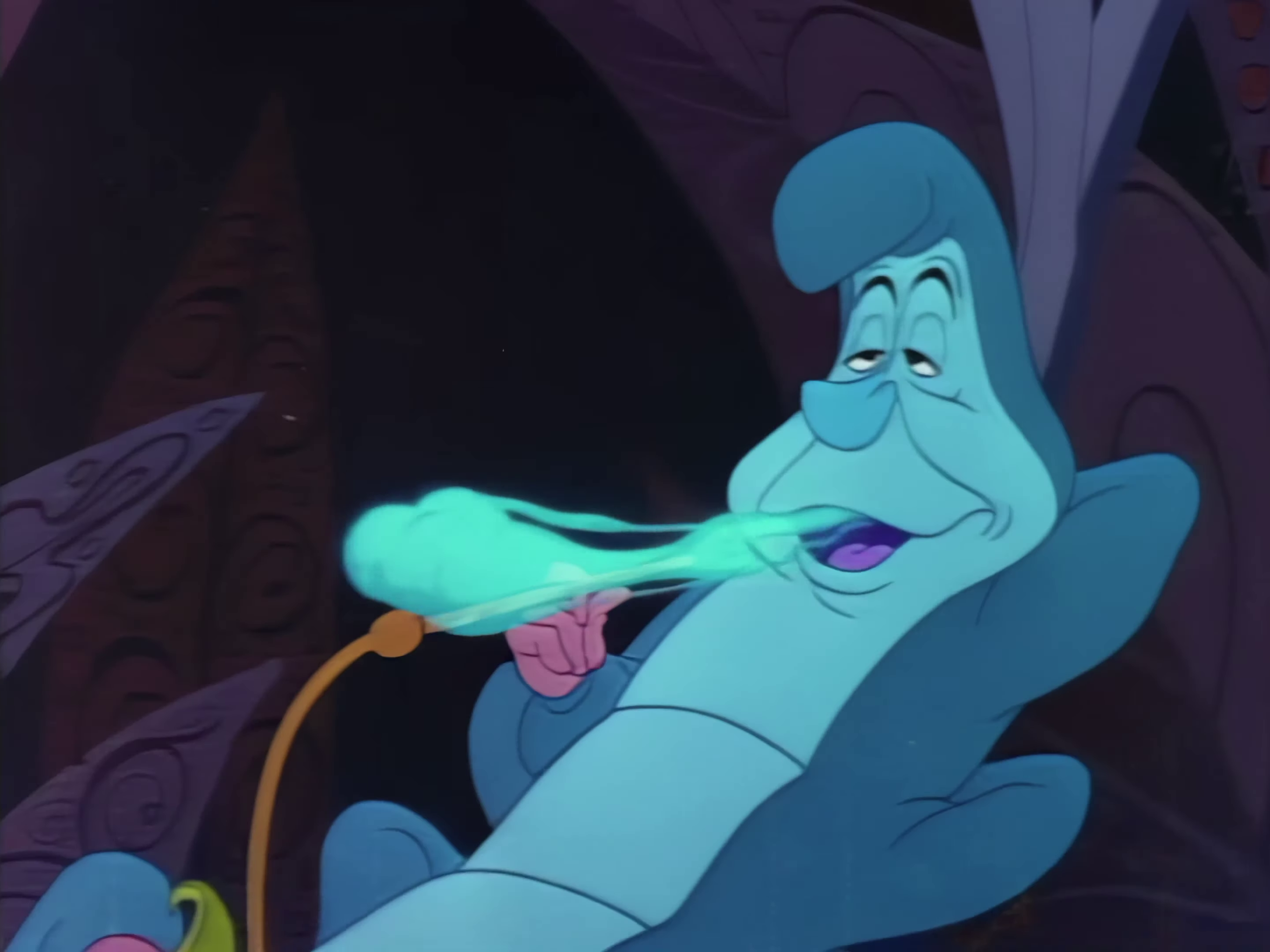
La chenille vue par Disney dans Alice au pays des merveilles.

Dans le dessin animé Alice au pays des merveilles (1951), Disney ajoute une part de fantaisie au personnage : des lettres viennent s’échapper de sa bouche et  ponctuent ses phrases, il est beaucoup plus réactif que le livre ne le laisse entendre, et perd très vite patience. Là où le livre ferme le dialogue entre Alice et la Chenille lorsque celle-ci s’échappe dans les herbes hautes, l’énervement la fera se changer en papillon et s’envoler dans la version animée.
Disney lui donne également une dimension très orientale en lui mettant, en plus du caractéristique houka, des babouches aux pieds.

### Dans le film réalisé par Tim Burton (2010)
Dans le film Alice au pays des merveilles (2010) réalisé par Tim Burton, il est nommé Absolem et est interprété par Alan Rickman. Il est courbé et trône sur le champignon, tel un vieux sage respecté de tous.
Les autres personnages du pays des merveilles le consultent et le respectent.

## Voix et animation
La Chenille de Disney a été animée par Eric Larson (1905-1988), grand spécialiste des animaux, qui participera à l’animation de nombreux personnages, de son arrivée aux studios en 1934 jusqu'à sa retraite en 1986, parmi lesquels : les trois petits cochons (Silly Symphonies), les animaux de Blanche Neige et les Sept Nains, Figaro (Pinocchio), Panpan (Bambi), Boniface Ours, Basile Renard et Bibi Lapin (Mélodie du Sud), Crapaud (Le Crapaud et le Maître d'école), Peg (La Belle et le Clochard), les chiots (Les 101 Dalmatiens).
La voix de la Chenille est interprétée par Richard Haydn.
Dans le film de Tim Burton, la voix d’Absolem est interprétée par Alan Rickman, ce sera son dernier rôle avant sa mort, le 14 janvier 2016.

## Autres apparitions
- Dans la série romanesque The Looking Glass Wars de Frank Beddor, la Chenille bleue dirige  six chenilles-oracles vivant dans la Vallée des champignons et gardiennes du cœur de cristal sacré.
- La Chenille est citée dans la chanson White Rabbit de Jefferson Airplane, nommée « hookah-smoking caterpillar » (« chenille fumeuse de narguilé »). Cette chanson aborde aussi certains autres personnages du livre (Alice, le lapin blanc, la reine, le loir, etc.).
- Le personnage apparaît également dans le jeu vidéo American McGee's Alice.
- Il apparaît dans le jeu Kingdom Hearts V CAST, où il prend le rôle du chat du Cheshire en expliquant à Sora (Kingdom Hearts) comment traverser le pays des merveilles.
- Il apparaît également dans la série Once Upon a Time, et dans son spin-off, Once Upon a Time in Wonderland. Le doublage est assuré par le chanteur Iggy Pop.
- On peut aussi le rencontrer dans le manga et jeu vidéo Alice au royaume de cœur, où il est représenté par Nightmare, le démon des cauchemars qui conseille Alice dans ses rêves.